# Бутвил (Манш)
Бутвил (фр. Boutteville) насеље је и општина у северној Француској у региону Доња Нормандија, у департману Манш која припада префектури Шербур-Октевил.
По подацима из 2011. године у општини је живело 59 становника, а густина насељености је износила 32,42 становника/km². Општина се простире на површини од 1,82 km². Налази се на средњој надморској висини од 20 метара (максималној 38 m, а минималној 3 m).

## Демографија
| 1962. | 1968. | 1975. | 1982. | 1990. | 1999. | 2011. |
| ----- | ----- | ----- | ----- | ----- | ----- | ----- |
| 68    | 72    | 56    | 64    | 51    | 62    | 59    |

График промене броја становника у току последњих година